# Orthoporidra solida
Orthoporidra solida is een mosdiertjessoort uit de familie van de Lekythoporidae. De wetenschappelijke naam van de soort is, als Cellepora solida, voor het eerst geldig gepubliceerd in 1881 door Busk.